# No Mercy 2001
No Mercy (2001) was een professioneel worstel-pay-per-view (PPV) evenement dat georganiseerd werd door de World Wrestling Federation (WWF, nu WWE). Het was de 4e editie van No Mercy en vond plaats op 21 oktober 2001 in het Savvis Center in St. Louis, Missouri. Dit was het laatst No Mercy evenement onder de naam WWF. In mei 2002 werd de organisatie genoemd naar World Wrestling Entertainment (WWE).

## Matches
| Nr. | Match | Winnaar(s)              | Opmerkingen | Bron  |
| --- | --- | ----------------------- | --- | ----- |
| 1H  | The APA (Bradshaw & Faarooq) (WWF) vs. Chris Kanyon & Hugh Morrus (Alliance)                                                   | The APA                 | Tag Team match. Match werd uitgezonden voorafgaand aan de pay-per-view op Sunday Night Heat.                                           | [ 2 ] |
| 2H  | Billy Kidman (c) (Alliance) vs. Scotty 2 Hotty (WWF)                                                                           | Billy Kidman            | Eén-op-één match voor het WCW Cruiserweight Championship. Match werd uitgezonden voorafgaand aan de pay-per-view op Sunday Night Heat. | [ 2 ] |
| 3   | The Hardy Boyz (Matt & Jeff Hardy ) (c) (met Lita) (WWF) vs. The Hurricane & Lance Storm (met Ivory & Mighty Molly) (Alliance) | The Hardy Boyz          | Tag team match voor het WCW Tag Team Championship.                                                                                     | [ 2 ] |
| 4   | Test (Alliance) vs. Kane (WWF)                                                                                                 | Test                    | Eén-op-één match. | [ 2 ] |
| 5   | Torrie Wilson (WWF) vs. Stacy Keibler (Alliance)                                                                               | Torrie Wilson           | Lingerie match. | [ 2 ] |
| 6   | Edge (WWF) vs, Christian (c) (Alliance)                                                                                        | Edge (nc)               | Ladder match voor het WWF Intercontinental Championship.                                                                               | [ 2 ] |
| 7   | The Dudley Boyz (Bubba Ray Dudley & D-Von Dudley) (c) (Alliance) vs. Big Show & Tajiri (WWF)                                   | The Dudley Boyz         | Tag Teeam match voor het WWF Tag Team Championship.                                                                                    | [ 2 ] |
| 8   | The Undertaker (WWF) vs. Booker T (Alliance)                                                                                   | The Undertaker          | Eén-op-één match. | [ 2 ] |
| 9   | Chris Jericho (WWF) vs. The Rock (c) (WWF)                                                                                     | Chris Jericho (nc)      | Eén-op-één match voor het WCW Championship                                                                                             | [ 2 ] |
| 10  | Stone Cold Steve Austin (c) (Alliance) vs. Kurt Angle (WWF) vs. Rob Van Dam (Alliance)                                         | Stone Cold Steve Austin | Triple Threat match voor het WWF Championship.                                                                                         | [ 2 ] |